# Fast-a-Thon
Fast-A-Thon — це захід, який проводиться в місяць Рамадан в університетських містечках Північної Америки, щоб привернути увагу до проблеми голоду, а також до ісламського способу життя та мусульман. Мусульманські студентські організації, як правило, Асоціація мусульманських студентів (MSA), заохочують студентів усіх віросповідань записатися на одноденний піст згідно з ісламськими традиціями, і для кожної особи, яка постить, організовуються перерахування певної суми на благодійність від імені особи, яка постить. Зазвичай їх також запрошують розговітися разом з іншими мусульманами в кінці дня посту.
Асоціація мусульманських студентів Університету Теннессі провела перший Fast-a-Thon у 2001 році після терактів 11 вересня 2001 року та заснувала загальнонаціональний захід, який охопив студентів понад 230 коледжів та університетів у 2006 році. Захід також проводиться, щоб допомогти розвіяти неправильні уявлення про іслам і мусульман. Подія в Мічиганському університеті проводиться щорічно вже понад десять років. Інші установи, які підтримують цю подію, — Університет Флориди, Університет Вашингтона та Університет Ватерлоо.
Fast-a-Thon тепер є щорічною подією, яка проводиться під час Рамадану. Якщо місяць Рамадан не входить до академічного календаря університету, MSA може обрати інший час для проведення Fast-A-Thon. Ініціатива підтримується всесвітньою гуманітарною організацією Action Against Hunger і щорічно використовується як частина збору коштів для різних благодійних організацій.